# Tipula imitator
Tipula imitator är en tvåvingeart som beskrevs av Alexander 1953. Tipula imitator ingår i släktet Tipula och familjen storharkrankar. Inga underarter finns listade i Catalogue of Life.